# Roveredo di Guà
Roveredo di Guà és un comune (municipi) de la província de Verona, a la regió italiana del Vèneto, situat a uns 70 quilòmetres a l'oest de Venècia i a uns 40 quilòmetres al sud-est de Verona.
A 1 de gener de 2020 la seva població era de 1.597 habitants.
Roveredo di Guà limita amb els següents municipis: Cologna Veneta, Montagnana, Poiana Maggiore i Pressana.